# Холоднянское сельское поселение
Холодня́нское се́льское поселе́ние — муниципальное образование в составе Прохоровского района Белгородской области.В состав образования входят восемь населенных пунктов:  с. Холодное, с. Андреевка, с. Плющины, х. Жилин, х. Зарницы, х. Мочаки-Первые, х. Студеный, х. Царьков. 
Административный центр — село Холодное. 
Площадь сельского поселения составляет 6500 га, из которых под сельскохозяйственные нужды отведено 5441 га, населенные пункты занимают 994 га. 

## История
Холоднянское сельское поселение образовано 20 декабря 2004 года в соответствии с Законом Белгородской области № 159.

## Население
| 2010  | 2011  | 2012  | 2013  | 2014  | 2015  | 2016  | 2017  | 2018  |
| ----- | ----- | ----- | ----- | ----- | ----- | ----- | ----- | ----- |
| 1329  | ↘1318 | ↘1308 | ↘1296 | ↘1274 | ↘1259 | ↘1234 | ↘1227 | ↘1224 |
| 2019  | 2020  | 2021  |       |       |       |       |       |       |
| ↘1212 | ↗1222 | ↘1151 |       |       |       |       |       |       |

## Состав сельского поселения
| № | Населённый пункт | Тип населённого пункта       | Население |
| - | ---------------- | ---------------------------- | --------- |
| 1 | Андреевка        | село                         | ↗259      |
| 2 | Жилин            | хутор                        | ↘13       |
| 3 | Зарницы          | хутор                        | ↘13       |
| 4 | Мочаки-Первые    | хутор                        | ↘24       |
| 5 | Плющины          | село                         | ↘108      |
| 6 | Студёный         | хутор                        | ↘11       |
| 7 | Холодное         | село, административный центр | ↗895      |
| 8 | Царьков          | хутор                        | →6        |